# مسیه ۶۲
مسیه ۶۲(به انگلیسی: Messier 62) یا ان‌جی‌سی ۶۲۶۶ یک خوشه ستاره‌ای کروی در صورت فلکی مارافسای است که فاصله آن از زمین بیست و دو هزار سال نوری و قدر ظاهری آن ۶.۴۵ است. این خوشه کروی توسط شارل مسیه در ۷ ژوئن ۱۷۷۱ کشف شد و آن را در سال ۱۷۷۹ به فهرست اجرام آسمانی خود اضافه کرد.